# Areu I
Areu I (en grec antic: Ἄρευς; en llatí: Areus) fou rei d'Esparta, successor del seu avi Cleòmenes II, de la línia dels Euristènides a partir de l'any 309 aC, per la mort del seu pare Acròtat. Va regnar 44 anys, segons Diodor de Sicília.
El 280 aC es va formar una lliga d'estats grecs encapçalada per Esparta i protegida pel seu aliat Ptolemeu Ceraune per alliberar-se del domini d'Antígon II Gònates. Les hostilitats les va iniciar Àreu que va obtenir un decret de la Lliga Amfictiònica contra els etolis (aliats d'Antígon II) per haver cultivat la sagrada terra de Cirra, va atacar aquesta ciutat inesperadament, i la va saquejar i cremar. Els etolis es van refugiar a les muntanyes i reunits uns 500 van atacar als espartans, que pensant que els enemics eren molts més, es van desbandar i van perdre 9000 homes. Els intents d'Esparta de seguir la guerra no van tenir suport d'altres estats, que temien que Esparta volgués imposar la seva supremacia a tota Grècia.
Àreu va fer una expedició a Creta i mentre era absent, Pirros de l'Epir va atacar Esparta l'any 272 aC. Va retornar ràpidament i es va aliar a Argos. Pirros es va retirar d'Esparta i va atacar Argos, segons diu Pausànies.
El 267 aC Àreu es va unir a Ptolemeu II Filadelf en un intent de salvar Atenes d'Antígon Gònates que no va reeixir. Va morir en batalla contra els macedonis a Corint el 265 aC en l'anomenada guerra de Cremònides, i el va succeir el seu fill Acròtat o Acrotatos d'Esparta.